# Niayes

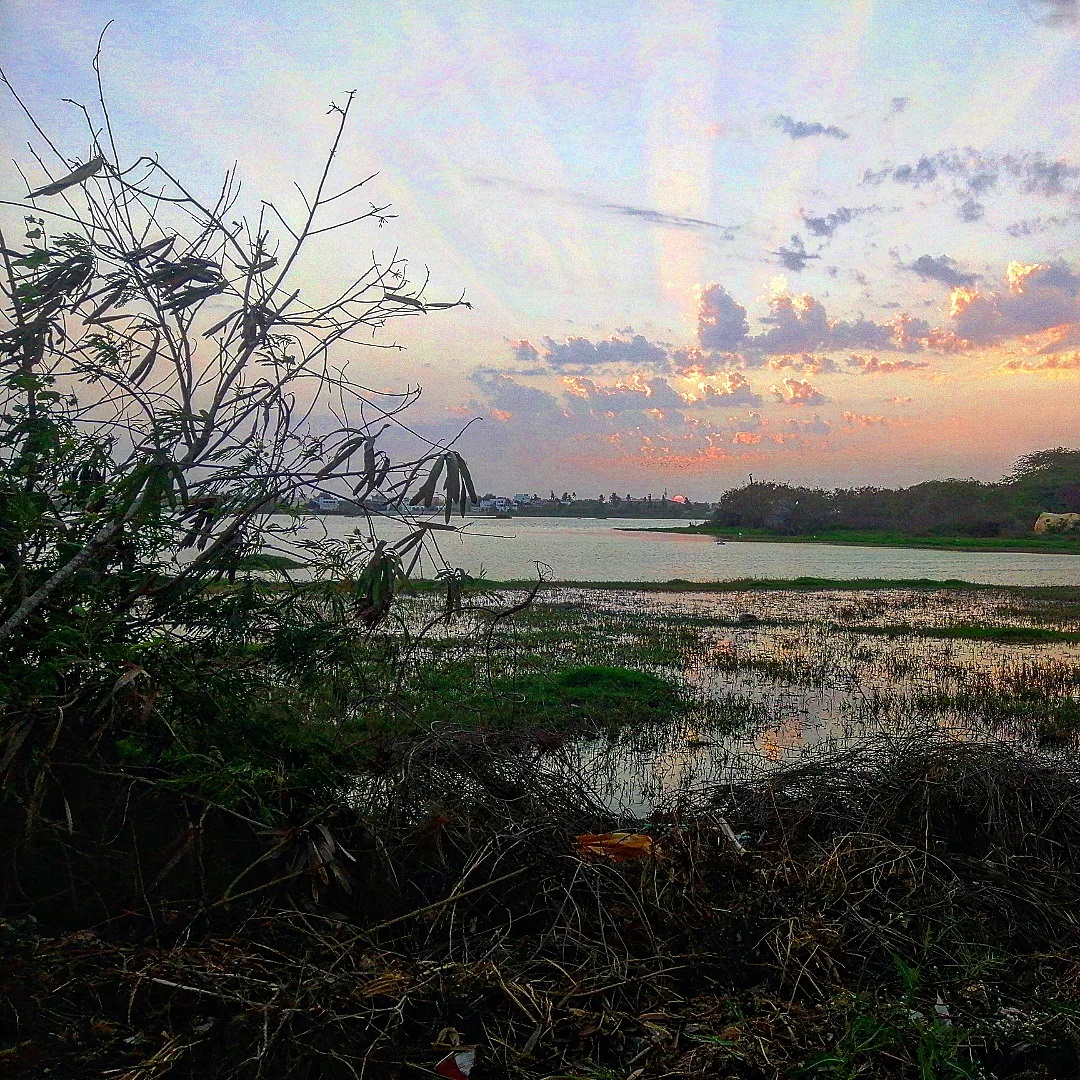
Grande Niaye de Pikine, réserve naturelle urbaine dans l'agglomération de Dakar.

Les Niayes sont une zone géographique du nord-ouest du Sénégal, constituée de dunes et de dépressions propices aux cultures maraîchères.

## Contexte géographique et administratif
Cette bande étroite, d'une longueur de 100 à 280 km et d'une largeur variant entre 25 et 30 km, s’étend d'une part entre la presqu'île du Cap-Vert et la frontière mauritanienne et d'autre part entre la frange littorale appelée Grande-Côte et, approximativement, la route menant de Dakar à Saint-Louis.  
Quatre subdivisions administratives se partagent la zone des Niayes : la région de Dakar, la région de Thiès, la région de Louga et la région de Saint-Louis. Un arrondissement du département de Pikine porte leur nom, l'arrondissement des Niayes.

## Climat, sols, faune et végétation
La région se situe dans le sud du Sahel africain et la saison humide y est concentrée sur trois mois (de juillet à septembre). Même si les conditions climatiques sont assez favorables, notamment grâce à la proximité de l'océan une menace de désertification existe, liée au réchauffement climatique global. Des dispositions ont été prises, comme la plantation d'un cordon de filaos destiné à protéger les cultures du sable. Mais la faune est en grand danger.

## Économie
80 % de la production horticole sénégalaise sont concentrés dans les Niayes qui assurent l'approvisionnement de l'agglomération dakaroise en produits frais. 
L'aviculture industrielle est très présente dans cette zone et, à un bien moindre degré, l'élevage de bovins et surtout de petits ruminants.
Les femmes jouent un rôle significatif dans l'économie de cette région.

## Usage dans la littérature
David Diop cite le lieu à plusieurs reprises dans son roman Frère d'âme, notamment dans la phrase : « Son troupeau, venu de la vallée du fleuve Sénégal, rejoignait pendant la saison sèche les plaines éternellement herbeuses des Niayes, toutes proches de Gandiol ».